# Средоземље
Средоземље или Медитеран, је физичкогеографска регија коју одређује граница утицаја Средоземног мора, тј. средоземна клима. Ова физичкогеографска регија обухвата острва, обалу и приобаље (залеђе) Средоземног мора, а дубље у копно залази дуж речних долина.
Током историје Средоземље је било средиште више великих царстава и цивилизација, о чему сведочи разноликост култура на његовим обалама.

## Привреда
Народи Средоземља одувек су се бавили риболовом, али то ни у једној од земаља ове регије није најважнија привредна делатност. Рибом је неупоредиво богатији северни Атлантик, па се земље на његовим обалама налазе на врху европске листе када је реч о тој делатности. Од земаља Средоземља најближа врху је Шпанија која заузима 4. место у Европи.